# Steve Warson
Steve Warson est un personnage de fiction de la série de bandes dessinées Michel Vaillant, créée par Jean Graton.

## Le personnage
Steve Warson est un pilote automobile américain, d'abord adversaire de Michel Vaillant sur la piste dans le premier album Le grand défi mais devenu son plus grand ami dès l'album suivant. Par la suite, ils deviennent équipiers dans l'écurie Vaillante.
Steve Warson est durant quelques épisodes amoureux de Ruth Randson, puis dans d'autres épisodes de Julie Wood.

## Première apparition
C’est dans les planches du premier album de Jean Graton, Le Grand Défi, que Steve Warson fait son apparition dans la série Michel Vaillant. Dans cet opus, la presse américaine remet en cause la valeur des pilotes européens. Steve Warson et Michel Vaillant sont choisis pour démontrer la supériorité de leur continent respectif lors d’un grand défi se déroulant sur cinq épreuves emblématiques du sport automobile : le Grand Prix d’Argentine, les 500 miles d'Indianapolis, les 24 heures du Mans, le Grand Prix de Belgique à Spa-Francorchamps et le Grand Prix d’Allemagne au Nürburgring. On y voit un Steve Warson plus âgé et plus expérimenté que Michel Vaillant, aux cheveux blonds et aux yeux bleus. Steve porte un casque blanc, couleur nationale de l’Amérique dans le sport automobile jusque dans les années 60.
Jean Graton fait évoluer le statut de Steve au cours de l’album
« J'ai voulu tout mettre dans Le Grand Défi : mon héros, sa famille, la Formule 1, les 24 Heures du Mans, Indianapolis, jusqu'au héros offrant son sang à l'adversaire blessé. Steve Warson, que j'avais créé pour symboliser l'anti-Vaillant, ne devait faire qu'une courte apparition dans ce seul album... Mais au fur et à mesure que j'avançais dans l'histoire, il s'est mis à devenir sympathique. Michel s'y est attaché, moi aussi, Steve Warson est devenu l'autre grand héros de cette série. »[réf. nécessaire]
Steve Warson passe donc du statut de Némésis éphémère à celui de personnage secondaire récurrent pour tout le reste de la série.

## Au sein de l’équipe vaillante
Dans les albums suivants de la série, Steve sera le partenaire et équipier de Michel Vaillant. Il sera cantonné au rôle de deuxième pilote lors des Grands Prix de formule 1 ou de partenaire de Michel dans les épreuves d’endurance ou les 24 heures du Mans.  Steve devra souvent laisser les honneurs à Michel comme dans l’Album Champion du Monde où il laisse passer son coéquipier français pour lui permettre de ravir le titre mondial à Jacky Ickx, autre personnage récurrent de la série de Jean Graton.
Cela n’empêche pas le pilote américain d’être mis en évidence comme dans l’honneur du Samouraï où il remporte le titre en Formule 1. Il s’impose également à trois reprises lors des 500 miles d’Indianapolis. Il joue un rôle principal dans d’autres albums comme dans la saga de sa trahison et de son retour entre 1964 et 1965 ou encore dans Mach 1 pour Steve Warson. Cet album introduit l’adversaire emblématique de Michel Vaillant avec lequel le pilote américain entretiendra des relations ambiguës : le Leader.

## Les trahisons de Steve Warson
Au fur et à mesure de la série, Steve va jouer à plusieurs reprises les antagonistes[pas clair].

Steve disparaît dans la nature après un coup de massue sentimental (KO pour Steve Warson) avant de ressurgir sous un pseudonyme (L'inconnu des 1000 Pistes). Jean-Pierre Vaillant refuse de le réembaucher dans l’écurie Vaillante. Il décide donc de signer chez Ferrari pour participer au championnat du monde de F1 1981. Il prend le volant de la Ferrari 126 CK et aux côtés de Gilles Villeneuve.
Dans une Histoire de fous, afin de battre Jacky Ickx, Steve prend la décision de s’engager avec l’écurie Leader pour les 24 heures du Mans car il estime la Vaillante pas assez performante. Cette décision relance la rivalité Leader-Vaillante dans la Sarthe. Dans l’album suivant, Le Maître du monde, Steve Warson est promu nouveau Leader par Ruth. Il s’engage en Formule 1 et remporte les sept premières courses du championnat 1993. La trahison de Steve prend fin dans l’album suivant, la Piste de Jade, où il est blessé lors d’un attentat au Viêt-Nam parce qu'il est sauvé par Michel Vaillant et Julie Wood.
Dans une moindre mesure, Steve s’opposera à Michel Vaillant dans le diptyque L’Épreuve – 100 000 000 de dollars pour Steve Warson. Empêtré dans des difficultés financières avec son entreprise, Warson & Co Ranching and Farming, Steve se voit obligé de remporter l’Ultima Speedfight. En effet, la prime de 100 millions de dollars promis au vainqueur de ce défi lui permettrait de renflouer ses caisses et de payer ses ouvriers en grèves. Toutefois, cette épreuve rassemble les meilleurs pilotes du moment comme Jacques Villeneuve, Carlos Sainz ou Giancarlo Fisichella dans des courses variées rassemblant endurance, formule 1, tourisme ou rallye.

## Dans la nouvelle série
Steve Warson refait son apparition dans le deuxième épisode de la seconde saison de Michel Vaillant, Voltage. Âgé désormais d’une quarantaine d’année, Steve a laissé derrière lui sa carrière de pilote automobile pour se consacrer à la politique. Il est même élu au poste de gouverneur du Texas.
D’après Philippe Graton, fils de Jean Graton et créateur de la seconde saison, "Il [Steve] pourrait même devenir une sorte d'Arnold Schwarzenegger, qui a beaucoup défendu la cause de l'environnement et l'écologie lorsqu'il était gouverneur de Californie."

## Dans les adaptations
Dans le film Michel Vaillant de 2003, le personnage de Steve Warson est interprêté par l’acteur anglo-américain Peter Youngblood Hills